# Calcocòndiles
Laonic Calcocòndiles o, simplement, Calcocòndiles (en llatí Chalcocondyles en grec Χαλκοκονδύλης), també conegut per contracció com Calcòndiles (Chalcondyles), Laonic (Laonicus) i Nicolau (Nicolaus), (Λαόνικος ορ Νικολάος Χαλκοκονδύλης ορ Χαλκονδύλης), fou un historiador romà d'Orient del segle xv.
De la seva vida se'n coneix poc. Era nascut a Atenes. L'emperador Joan VIII Paleòleg el va enviar com a ambaixador a la cort del soldà Murat II durant el setge de Constantinoble el 1446. Va escriure una història dels turcs i del darrer període de la història de l'Imperi Romà d'Orient (després de l'any 1298 fins al 1463), i parla de la caiguda de Constantinoble el 1453. L'obra, en 10 llibres, està mal organitzada i semblen de vegades apunts recollits directament que després no es van polir ni posar en ordre. Es perd també explicant anècdotes i fets que no tenen res a veure amb el fil de la història narrada i que semblen escrits només per mostrar l'erudició de l'autor, però Calcocòndiles és considerat un historiador fiable i d'estil interessant i dona molt bona informació dels últims temps de l'Imperi Romà d'Orient. Si les parts que no formen part del seu objectiu històric es llegeixen atentament, es poden descobrir els coneixements que tenien els grecs sobre diversos països d'Europa pel que fa a la història i a l'etnografia, ja que descriu Viena, Praga, Tartessos, Anglaterra, França, Irlanda i altres zones, conegudes per les polítiques de pactes dels darrers emperadors romans d'Orient.
Va morir en època desconeguda, sempre després del 1463.